# José Lins
José de Jesus Lins de Albuquerque (Fonte Boa, 15 de março de 1948 – Manaus, 17 de fevereiro de 1996) foi um médico brasileiro que exerceu um mandato de deputado federal pelo Amazonas.

## Biografia
Filho de Belarmino Gomes de Albuquerque e de Naide Lins de Albuquerque, era formado em medicina pela Universidade Federal do Amazonas, com pós-graduação em administração hospitalar. Dirigiu o Hospital Getúlio Vargas em Manaus. 
Na área de saúde combateu moléstias como raiva e tuberculose, coordenou a assistência hospitalar do estado, presidiu o Instituto de Previdência do Amazonas e foi secretário de Saúde.
Eleito deputado federal pelo Partido Democrático Social (PDS) em 1982, votou contra a emenda Dante de Oliveira. Renunciou ao mandato de deputado federal em 30 de novembro de 1984, após ser eleito conselheiro do Tribunal de Contas do Estado do Amazonas. Em seu lugar assumiu Ubaldino Meireles que votou em Tancredo Neves no colégio eleitoral. Era irmão do também deputado federal Átila Lins.